# Represa Cachoeira
A Represa Cachoeira é formada pela barragem de mesmo nome localizada no rio Cachoeira, no município de Piracaia, estado de São Paulo.

## Características
Inaugurada no ano de 1974 no rio Cachoeira, um afluente do rio Atibaia, pertence a Companhia de Saneamento Básico do Estado de São Paulo (SABESP) e faz parte do Sistema Cantareira para o abastecimento de água da Região Metropolitana de São Paulo.
A barragem possui uma altura de 40 metros e seu reservatório possui uma área inundada de 588,80 hectares, com capacidade de 116,6 milhões de metros cúbicos de água. Opera no nível de 822 metros dentro do Sistema Cantareira, recebendo por gravidade através do Túnel 7 as águas da Represa Jacareí, que opera no nível de 844 metros, e envia também por gravidade através do Túnel 6 suas águas para a Represa Atibainha, que opera no nível de 787 metros.